# Bugatti EB110
Bugatti EB110 är en supersportbil, tillverkad av det franska företaget Bugatti Automobili SpA mellan 1991 och 1995.

## Bugatti EB110 GT
Romano Artioli var Suzuki-importör och återförsäljare av Ferrari, innan han köpte rätten till namnet Bugatti 1987. Mitt i det glada 1980-talet planerade han att återuppväcka det klassiska bilmärket och byggde en ny fabrik i Campogalliano, utanför Modena. Den nya Bugatti-bilen presenterades i Paris på Ettore Bugattis 110-årsdag den 15 september 1991 (därav namnet EB110).
Motorn var en V12:a på 3,5 liter, med fem ventiler per cylinder och fyra små turboaggregat. Växellådan hade sex växlar och bilen hade fyrhjulsdrift. Chassit byggdes i kolfiber av den franska flygplanstillverkaren Aerospatiale. Karossen, ritad av Marcello Gandini, gjordes i aluminium. Bilen accelererade från 0–100 km/h på 3,4 s och hade en toppfart på 343 km/h.

## Bugatti EB110 SS

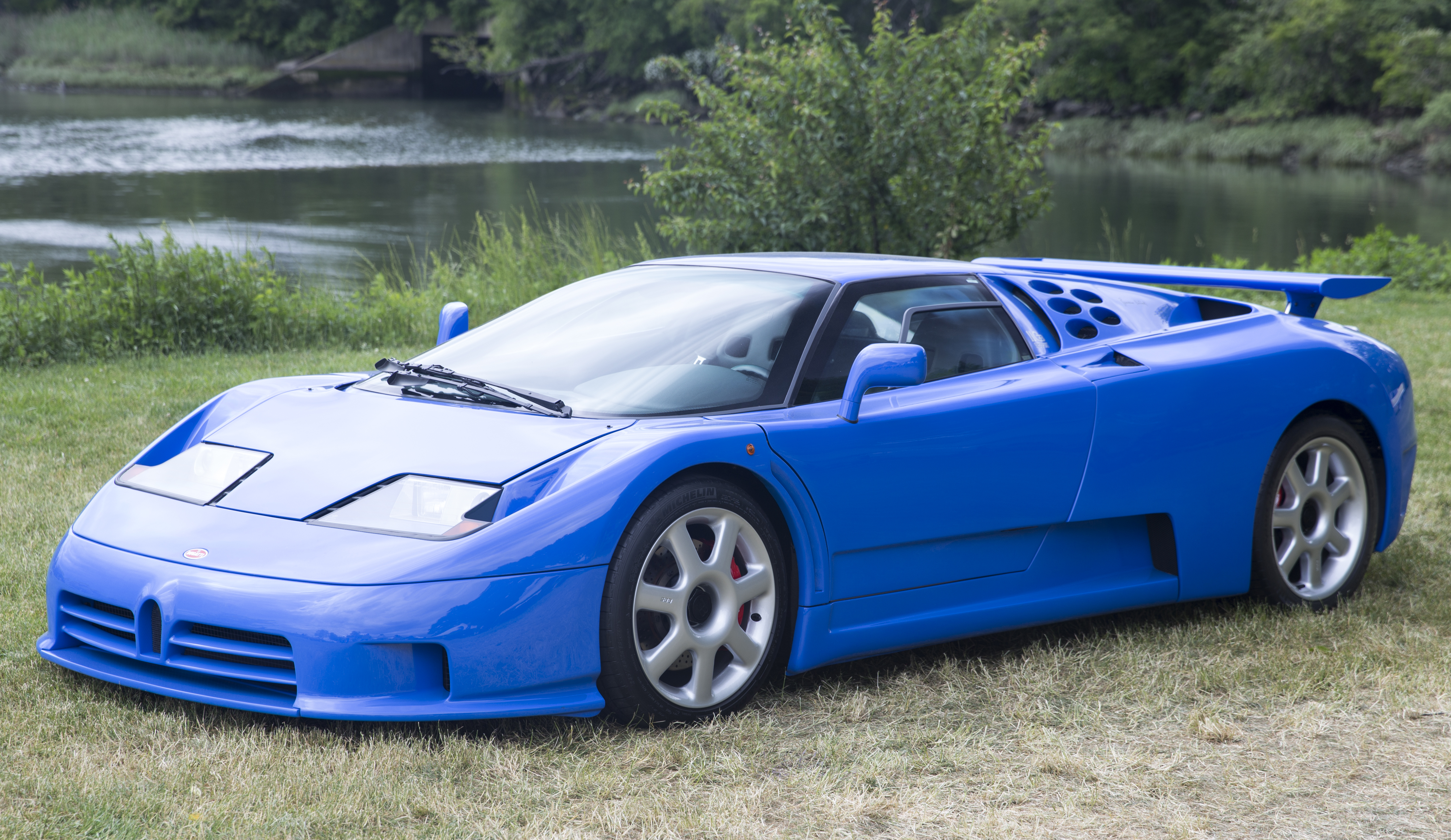
Bugatti EB110 SS (chassi S41; färdigställdes 2019)

På Internationella bilsalongen i Genève 1992 introducerades sportversionen EB110 SS, kort för Sport Stradale ("gatbruk" på italienska). Bilen var dryga 150 kg lättare än GT-versionen, genom att man rensat ut det mesta av komfortutrustningen och använt en fast bakvinge. Utifrån märks en extra luftöppning bakom framhjulet och att bakre sidofönstret ersatts med en panel med fem ventilationshål. Fälgarna kom från BBS och var designade i samma stil som de från Bugatti Type 55. Motorn hade trimmats till 620 hk. Detta ledde till förbättrade prestanda, med en acceleration från 0–100 km/h på 3,2 s och hade en toppfart på 348 km/h. Formel 1-föraren Michael Schumacher ägde en knallgul EB110 SS som han använde som vardagsbil. Runt 31 exemplar byggdes, med ett par till färdigställda efter Bugattis konkurs.

## Dauer EB110
Bugattis återkomst hade planerats under högkonjunktur, men bilen lanserades under det tidiga 1990-talets finanskris och försäljningen stannade vid en bråkdel av den planerade. Tillverkningen upphörde 1995 och Bugatti Automobili SpA gick slutligen i konkurs 1997.
Vid en påföljande auktion köpte den tyske sportvagnstillverkaren Jochen Dauer upp det mesta av resterna av företaget. Under 2001 och 2002 sålde Dauer fem bilar tillverkade av oanvända delar. Bilarna baserades på den lätta SS-versionen. Karosserna var byggda i kolfiber och motorerna hade trimmats till 705 hk.

## Motor
| Modell   | Motor               | Cylindervolym | Effekt | Bränslesystem             |
| -------- | ------------------- | ------------- | ------ | ------------------------- |
| EB110 GT | 12-cyl V-motor DOHC | 3500 cm³      | 560 hk | Bränsleinsprutning, turbo |
| EB110 SS | 12-cyl V-motor DOHC | 3500 cm³      | 620 hk | Bränsleinsprutning, turbo |